# Костянтин Бжостовський
Костянтин Бжостовський (1644 — 24 жовтня 1722) — великолитовський релігійний діяч. Єпископ Смоленський (1685–1687) та Віленський (1687–1722).

## Життєпис
Походив із родини Бжостовських герба Стремя, сина Кипріяна Павла Бжостовського.
Канонік Віленський з 1661 року, Соборний проповідник 1664 року. У 1665 році поїхав навчатися до Риму, де отримав ступінь доктора богослов'я (1669). Секретар великий литовський у 1671–1684, Єпископ Смоленський у 1685–1677, єпископ Віленський з 24 листопада 1687 по 24 жовтня 1722 рік.

У 1689 році Бжостовський домігся смертного вироку для філософа-атеїста Казимира Лищинського. У 1690-ті Бжостовський вступив у гострий конфлікт із правлячою групою Сапігів у Великому князівстві Литовському (причиною було розміщення у 1692 році Великого гетьмана Литовського Казимира Яна Сапеги на зиму в церковних маєтках). Єпископа підтримали король Ян III Собеський, який прагнув послабити вплив Сапегів у ВКЛ. У 1694 році єпископ Бжостовський прокляв Сапегу, але Папа виступив проти ескалації конфлікту, що призвело до спалаху феодальної війни 1697–1702 між шляхтою та Сапегами. У 1697 році Бжостовський уклав компромісну угоду із Сапегами.

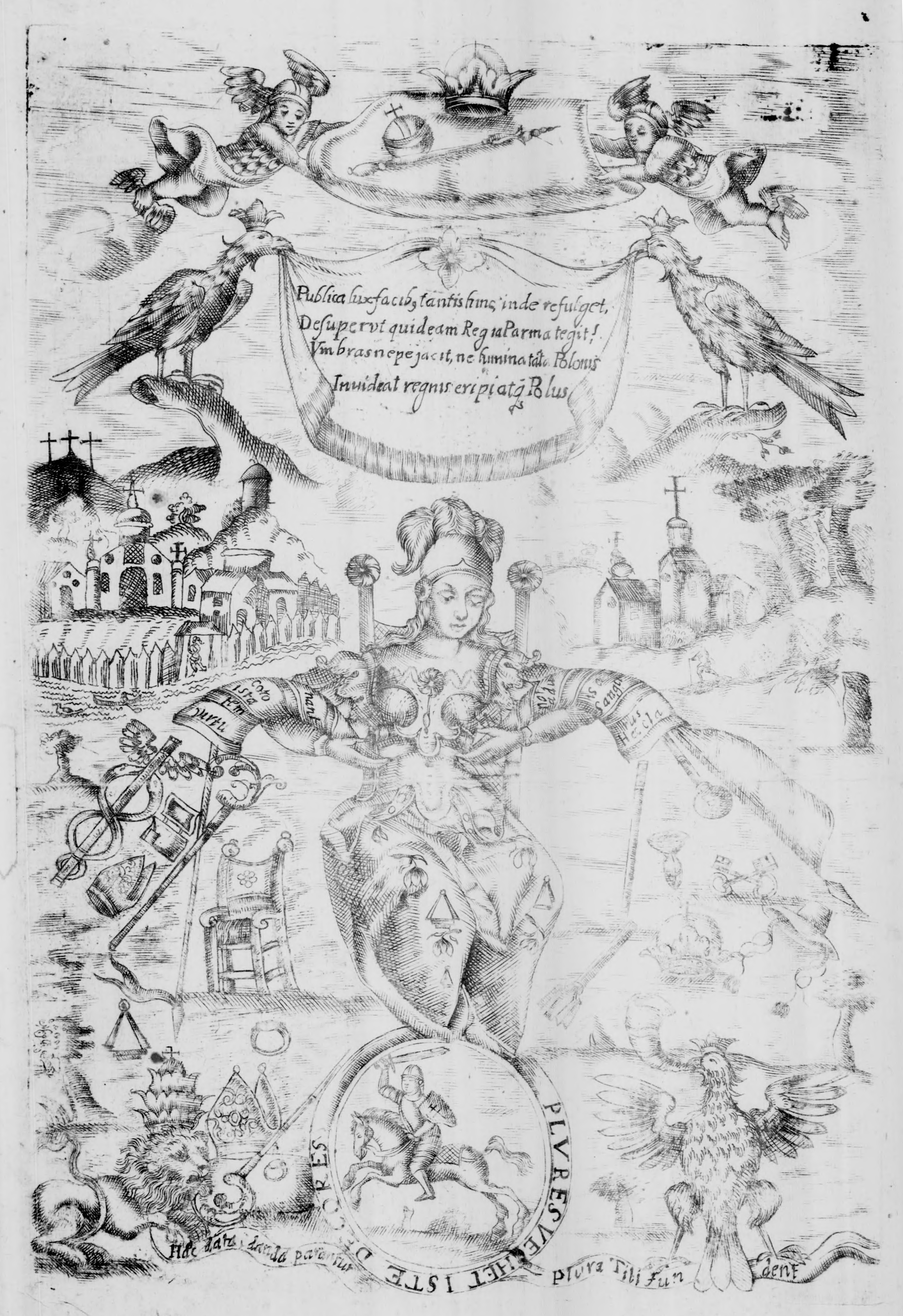
Панегірик Костянтину Казимиру Бжостовському

Під час Великої Північної війни 1700—1721 підтримував короля Августа II, але згодом приєднався до Вільнюської конфедерації проти короля.
У 1713 році у Вільнюса заснував згромадження рохітів (Спільнота Братів милосердя від св. Роха), а в 1722 — піарів, які відкрили колегіум. Прийняв у своїй резиденції у Верках російського царя Петра I, захищав перед ним греко-католицьку церкву. Це настільки розлютило Петра I, що його ледь заспокоїв польський гетьман Григорій Огінський.
У 1717 році скликав синод Вільнюської єпархії. Автор богословських праць. Був ініціатором будівництва Вільнюського Костелу Святої Трійці.